# Locomotiva FS 113
Le locomotive del gruppo 113 delle Ferrovie dello Stato erano un gruppo di locomotive a vapore di costruzione Ansaldo ereditato da varie società ferroviarie dopo la nazionalizzazione delle ferrovie nel 1905.
Le locomotive provenivano per buona parte dalle Strade Ferrate dello Stato Piemontese. Le prime 8 locomotive erano state costruite tra 1854 e 1855 e tra esse c'era la famosa Sampierdarena, prima realizzazione interamente italiana della fabbrica di locomotive di Giovanni Ansaldo. Un gruppo di 4 unità, costruite nel 1857, provenivano dalla Ferrovia Alessandria–Stradella (privata in concessione). Mentre ulteriori 18 unità erano state costruite per la Società per le Ferrovie dell'Alta Italia.
Nel 1865 passarono tutte alla SFAI, che aveva assorbito tutte le varie compagnie locali e le ferrovie statali ex-piemontesi. Un gruppo di 10 unità era stato costruito, tra il 1863 e il 1869, anche per la Società Vittorio Emanuele allo scopo di impiegarle sulle linee calabro-sicule ed erano state numerate SFCS 1–10; le prime tre, denominate Archimede, Diodoro e Novelli il 28 aprile 1863 inaugurarono la Palermo–Bagheria, primo tronco ferroviario dell'isola.
Nel 1885 alla costituzione delle grandi reti nazionali passarono tutte e 40 nel parco rotabili della Rete Mediterranea (RM), che le numerarono RM 2733–2773.
Alla loro costituzione nel 1905 le Ferrovie dello Stato ne immatricolarono solo 25 unità assegnandole al gruppo 113 (con numeri da 1131 a 1155). Si trattava comunque di macchine ormai obsolete per cui vennero presto messe fuori servizio e demolite; non risultano infatti comprese nell'album dei tipi delle locomotive ed automotrici al 30 giugno 1914 delle FS.